# Bombardier

Bombardiers logo.

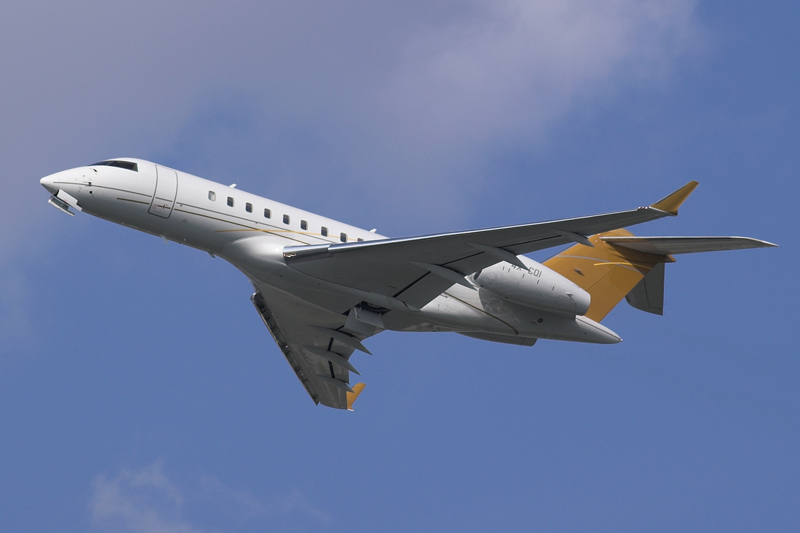
Bombardier Global 5000.

Bombardier är en kanadensisk tillverkare av flygplan. Huvudkontoret ligger i Montréal. 

## Historik
Bombardier grundades 1942 av den kanadensiske mekanikern Joseph-Armand Bombardier, som   förverkligade sin vision om ett snöfordon i sin verkstad i Valcourt. Genombrottet kom med tekniska lösningar som möjliggjorde körning i svårare terräng. Företaget växte med en expanderande marknad för transportfordon för snöunderlag vintertid. 

### Bombardier Aerospace
Bombardier Aerospace var under en period världens tredje största flygplanstillverkare och tillverkade allt från privat- och  passagerar- till amfibieflygplan. Produktionen av amfibieplan lades ned år 2015, och alla rättigheter till dessa överläts 2016 till Viking Air. Turbopropplanet Bombardier Dash 8-Q400 som ingår i Bombardier Q Series, blev omtalat i media efter återkommande problem med landningsstället.  I november 2018 meddelades att Viking Air övertagit även rättigheterna till DHC-8 Dash 8-produktlinjen. Bombardier tillverkade även en serie jetplan för regionaltrafik, Bombardier CRJ700/900/1000. Den 25 juni 2019 tillkännagavs att Bombardier överlåtit alla rättigheter till CRJ-programmet till den japanska industrikoncernen Mitsubishi. Efter att inneliggande order fullföljts förväntas produktionen av CRJ-planen upphöra under andra halvan av år 2020.
Den nyare serien jetplan, Bombardier CSeries, var tänkt att kunna ta upp konkurrensen med de stora tillverkarnas Boeing 737 och Airbus A320-familj, men CS-proogrammet har därefter på grund av förseningar och stigande kostnader successivt under perioden 2017 - 2019 överlåtits till Airbus under benämningen Airbus A220.
Huvuddelen av verksamheten finns i Nordamerika. Efter avyttringarna ovan har Bombardier Aerospace helt lämnat marknaden för kommersiella passagerarflygplan.

### Tidigare verksamheter
Tidigare ingick i koncernen även Bombardier Transportation, som tillverkade spårfordon och annan utrustning för järnväg. Bombardier Transportation är sedan januari 2021 en del av Alstom.
Koncernen var tidigare också en stor tillverkare av snöskotrar (Ski-Doo, Lynx, Ockelbo), men denna del av företaget avknoppades från Bombardierkoncernen 2003 under namnet Bombardier Recreational Products. I Bombardier Recreational Products ingår tillverkning av Bombardiers ursprungliga typer av snöfordonsprodukter.